# فلیکس هامرین
فلیکس هامرین (سوئدی: Felix Hamrin; زاده ۱۴ ژانویهٔ ۱۸۷۵ – درگذشته ۲۷ نوامبر ۱۹۳۷) سیاستمدار اهل سوئد بود.
وی از سال ۱۹۳۰ تا ۱۹۳۲ وزیر دارایی سوئد و از اوت تا سپتامبر ۱۹۳۲ نخست‌وزیر سوئد بوده است.